# Černousy
Černousy település Csehországban, Libereci járásban. Černousy Pertoltice, Habartice, Višňová, Zawidów és Kostrzyna, Lower Silesian Voivodeship településekkel határos. Lakosainak száma 312 fő (2024. január 1.).

## Népesség
A település lakosságának változását az alábbi diagram mutatja:
| Lakosok száma | 801  | 774  | 791  | 466  | 367  | 330  | 332  | 324  | 311  | 312  |
|               | 1869 | 1890 | 1921 | 1950 | 1980 | 2001 | 2017 | 2019 | 2022 | 2024 |